# Abalistes stellatus
Espèce
Synonymes
- Balistes stellatus Anonymous in Lacepède ex Commerson, 1798[1]

Abalistes stellatus ou Baliste étoilé est une espèce marine de poissons de la famille des Balistidae.

## Systématique
La mention « Anonymous in Lacepède ex Commerson » signifie qu'une personne inconnue, sur la base des notes manuscrites faites par Philibert Commerson, aura fait la description de cette espèce, description que Bernard-Germain de Lacépède aura reprise dans son livre.

## Étymologie
Son nom spécifique, du latin stellatus, « semé d'étoiles », latinise le nom commun donné par Lacépède dans son livre (« Baliste étoilé ») sur la base de couleurs agréablement dispersées.  

## Distribution et habitat
Le Baliste étoilé se trouve le long des côtes dans les eaux tropicales de l'Indo-Pacifique (présence probable en Atlantique sud-est) à des profondeurs de 7 à 350 m mais généralement entre 7 et 100 m.
Il vit près du fond où il "aménage" son habitat en déplaçant des graviers et des cailloux. Parfois il fait des incursions en pleine eau.

## Description

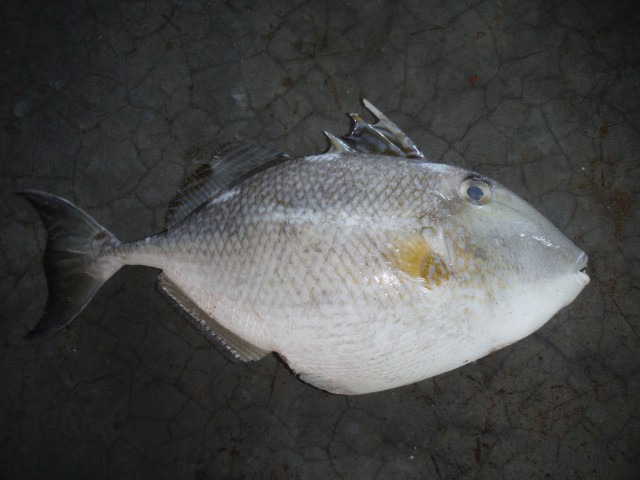
Abaliste stellatus, Thaïlande

C'est un poisson généralement solitaire qui forme des couples pendant la période de reproduction.
La taille maximale connue pour Abalistes stellatus est de 60 cm. Sa taille de maturité est de 50 cm.  
Sa reproduction est ovipare avec 1 million d’œufs par ponte.  
Il se nourrit d'invertébrés benthiques incluant les crevettes, les crabes, les oursins et les mollusques.  
Sa longévité est de 8 ans.  

## Publication originale
- Bernard-Germain de Lacépède, Histoire naturelle des poissons, t. 2, Paris, 1798, 415 p. (lire en ligne).